# School met de Bijbel

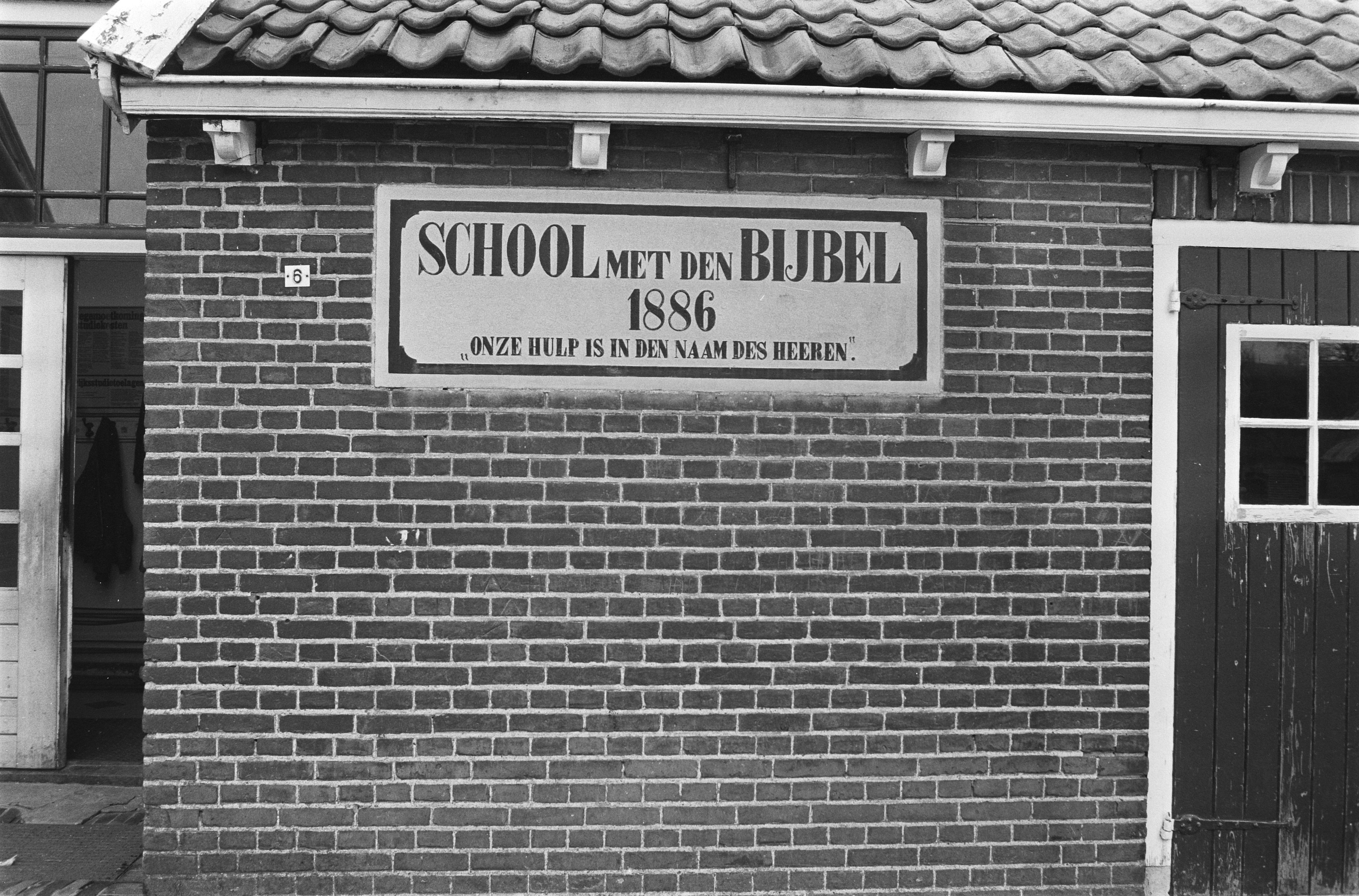
School met den Bijbel in Staphorst

Met School met de Bijbel worden zowel in Nederland als in Vlaanderen protestantse scholen aangeduid.

## Nederland
De School met de Bijbel is in Nederland een aanduiding voor een basisschool met een protestants karakter. Vaak gaat het om gereformeerde scholen, tegenwoordig vooral onderhouden door bevindelijk gereformeerden, maar vroeger ook door gemeenschappen van 'gewoon'  gereformeerde signatuur. Er zijn in Nederland meer dan 100 van deze scholen. De meeste scholen zijn gesitueerd in dorpen en buurtschappen in de Bijbelgordel en andere plaatsen met sterke religieuze segregatie. Een School met de Bijbel heeft vaak een lange geschiedenis, vele bestaan al langer dan 50 jaar. Op Urk staan zeven scholen met de Bijbel. In Staphorst zijn het er vijf.
In een School met de Bijbel wordt vanuit Bijbelse waarden lesgegeven aan de kinderen. Het onderwijzend personeel is van bevindelijk gereformeerde signatuur.

## Vlaanderen
In Vlaanderen is School met de Bijbel de officiële benaming van een Vlaamse lagere school met protestants-christelijke inspiratie. Er zijn zeven lagere scholen met die naam (Genk, Kortrijk, Bilzen, Lommel (vooral bezocht door Nederlandse inwijkelingen aldaar) Gent, Mechelen en Aarschot) die zich verenigd hebben in een scholengemeenschap met een overkoepelend secretariaat. Daarnaast behoort ook één School met de Bijbel in het buitengewoon onderwijs, met vestigingen in Kortrijk en Genk tot deze scholengemeenschap. Eerder was er ook een school in Boechout, opgericht door onder andere Julia Schuyten, maar deze sloot de deuren. De protestantse kerk in die gemeente is wel nog actief.
De scholen staan bekend om hun nogal "streng" geloofsregime. Zo moeten de leerkrachten zich uitdrukkelijk christen noemen en behoren tot een protestants-christelijke kerk of gemeente. De deelname aan christelijke samenkomsten maakt essentieel onderdeel uit van het schoolprogramma. De scholen houden zich wel aan de richtlijnen van het Vlaams Ministerie van Onderwijs en Vorming, zodat zij ook recht hebben op subsidie en hun diploma's officieel erkend worden.